# Mogens Flensted-Jensen
Mogens Flensted-Jensen (født 2. september 1942 i Hellerup, død 21. december 2020) var en dansk matematiker, der fra 1979 til 2012 har været professor i matematik ved Den Kgl. Veterinær- og Landbohøjskole (siden 2007: Det Biovidenskabelige Fakultet for Fødevarer, Veterinærmedicin og Naturressourcer).
Han blev cand.scient. i matematik ved Københavns Universitet i 1968 og erhvervede doktorgraden (dr. scient.) samme sted i 1980 med disputatsen Ikke-kommutativ harmonisk analyse.
Flensted-Jensen var lektor i matematik ved Københavns Universitet i perioden 1973-79. I 1979 blev han udnævnt til professor i matematik ved Den Kgl. Veterinær- og Landbohøjskole. Her virkede han som en initiativrig og universitetspolitisk stærkt interesseret forsker og underviser frem til pensionering i 2012. I en længere årrække var han prorektor ved sin læreanstalt, og han var formand for Statens Jordbrugs- og Veterinærvidenskabelige Forskningsråd i perioden 1997-2003.
Flensted-Jensen er forfatter til vægtige videnskabelige arbejder om harmonisk analyse grundlagt i disputatsen og publiceret i højt ansete matematiske tidsskrifter og videnskabelige monografier. I teorien for Lie grupper har han lagt navn til begrebet Flensted-Jensen series.
Mogens Flensted-Jensen var formand for Dansk Matematisk Forening i perioden 1982-86.
Han blev indvalgt i Videnskabernes Selskab i 1992, og udnævnt til Ridder af Dannebrogordenen af 1. grad i 2012.